# Yuta Narawa
Yuta Narawa (født 29. august 1987) er en japansk fodboldspiller, som spiller for den japanske fodboldklub Tokyo Verdy.